# El tercer Fausto
El tercer Fausto (título original: Le troisième Faust, Tragédie breve) es una obra de teatro del escritor mexicano Salvador Novo, publicada por primera vez en 1934. Es considerada una de las piezas teatrales más importantes del autor. La trama, que referencia al drama clásico alemán Fausto (1808) de Johann Wolfgang von Goethe, sigue la historia de un hombre que decide vender su alma al diablo para cambiar de sexo y así seducir y conseguir el amor de otro hombre.
La obra fue escrita originalmente en idioma francés en 1932 y publicada dos años después. Al momento de su aparición, Novo creía que la inclusión de la homosexualidad como temática podría resultar controvertido, pero la pieza más bien le granjeó reconocimiento a nivel internacional. La versión en español no fue publicada en México hasta 1956, cuando el Fondo de Cultura Económica la incluyó como parte de la obra recopilatoria Diálogos.

## Personajes
- Alberto: Es el protagonista de la pieza. Está enamorado de su amigo Armando y, para poder conquistarlo, decide vender su alma al diablo a cambio de que transforme su sexo en femenino. Durante el segundo acto aparece en el cuerpo de una mujer anónima e intenta seducir a su amigo.[10][11]

- Armando: Es el amigo de Alberto y el objeto de su amor. Aunque Alberto no lo sabe, Armando también está enamorado de él.[12]

- El diablo: Durante su conversación con Alberto, intenta darle varias alternativas para conquistar a Armando y evitar transformarlo en mujer. Finalmente accede, pero se niega a aceptar el alma de Alberto y en su lugar pide solo ser testigo oculto del desenlace de la historia.[10]

## Publicación y puesta en escena
La principal motivación de Novo para publicar la obra en idioma francés y en París fue el temor a que la misma fuera censurada en México debido al machismo de la sociedad local de la época. Esta preocupación se encontraba sustentada por las reacciones que algunas figuras políticas en el país habían tenido hacia sus obras anteriores, entre ellos Pedro Henríquez Ureña y Lázaro Cárdenas, el primero de los cuales había vetado la contratación de Novo. La primera edición apareció por estas razones en Francia y consistió de un tiraje de lujo de cincuenta ejemplares numerados que no se comerció de forma libre. En noviembre de 1955, Novo calificaría su decisión de publicar la pieza en francés como «juvenil pedantería».
La obra pasó varias décadas sin ser puesta en escena de forma pública. En 1955, Novo planeó presentarla en Ciudad de México junto con otras cinco piezas cortas de su autoría en el teatro La Capilla, que el mismo Novo había fundado dos años antes. Sin embargo, y a pesar de que la presentación había sido anunciada en el programa impreso del teatro, la misma fue cancelada debido al temor ante una posible reacción negativa por su temática, más al tomar en cuenta que el mismo año, una pieza de teatro de temática lésbica titulada Conflicto y presentada en la Capilla había provocado una respuesta hostil que llevó a su cancelación y a intentos de cerrar el teatro. Al año siguiente, El tercer Fausto tuvo su primera publicación en español.
La primera presentación pública de la obra de la que se tiene conocimiento se dio finalmente en 1971, luego de que la actriz Marilú Elízaga le propusiera a Novo montar algunas de sus piezas en escena en el teatro Xola. No obstante, durante esta presentación la obra fue solo leída y no representada.

## Análisis
En El tercer Fausto, Novo realiza una crítica al ideal de masculinidad en el México de las primeras décadas del siglo XX a través de la sátira y el humor. Este abordaje se enmarca en el estilo de las obras teatrales de Novo de aquellos años, quien poco antes había formado el grupo Teatro Ulises junto con otros dramaturgos para trabajar obras alternativas que criticaran las ideas tradicionales y nacionalistas presentes en el teatro mexicano de la época.
De acuerdo con el crítico Frank Dauster, la obra presenta una reflexión sobre la homosexualidad en el estilo de autores como André Gide. En el primer acto, Alberto deja claro que no se siente como un hombre «normal», en el sentido de lo que se espera en una sociedad heteronormativa, por lo que la transformación en mujer es la única forma que puede concebir para poder amar a su amigo Armando. Ante esta petición, el diablo presenta tres tipos de razonamientos para intentar disuadirlo. Primero realiza una discusión sobre filosofía como defensa del amor homosexual, pero Alberto replica que las «costumbres» de la sociedad en que viven vuelve menos «elástica» su concepción de la moralidad. El diablo luego le presenta ejemplos en el arte, como el libro Corydon, pero Alberto le indica que no desea que Armando lo ame en base al ejemplo de obras literarias. Finalmente, el diablo le propone mudarse a Europa y utilizar métodos científicos para alcanzar su objetivo, pero Alberto reniega también de la ciencia y asegura que solo confía en el «milagro». Según afirma el catedrático Carlos Mejía, la estricta visión sobre la masculinidad que tiene Alberto es lo que lo lleva a rechazar cada una de estas alternativas, pues una relación amorosa entre ambos sería, a sus ojos, incompatible con la masculinidad idealizada que él adjudica a Armando.
Al final de la historia, Alberto se entera de que en realidad Armando lo amó todo el tiempo, pero que, al igual que él, no se atrevió nunca a confesárselo. De este modo, lo que volvió el amor entre ellos imposible resulta no ser el hecho de que ambos fueran hombres, sino su creencia de que la única forma de estar juntos era acoplándose al modelo de amor heterosexual promovido por la sociedad de su época. Esto parece ser comprendido por el diablo, quien no se muestra en la obra como un ser malvado, sino más bien como alguien ajeno a las normas morales que limitan a los personajes, por lo que intenta convencer a Alberto de que su transformación en mujer no era necesaria para lograr el amor. De acuerdo con el catedrático Facundo Saxe, a través de este desenlace Novo buscaba expresar la idea de que la forma de alcanzar la felicidad para las personas LGBT no es el intentar asimilarse a una moral conservadora.